# Zé do Caixão (série)
Zé do Caixão é uma série de televisão brasileira de drama e terror exibida pelo Canal Space e TNT numa coprodução com a Contente Produções entre 13 de novembro de 2022 e 18 de dezembro de 2022, em 6 episódios, totalizando 1 temporada.
Criada por Vítor Mafra com a colaboração de André Barcinski e Ricardo Grynszpan, é uma obra inspirada na biografia de José Mojica Marins, Maldito – A Vida e o Cinema de José Mojica Marins, escrita em 1998 pelos jornalistas Ivan Finotti e André Barcinski. Conta com a direção geral de Vítor Mafra e foi a primeira obra de ficção do Canal Space com produção brasileira.
É estrelada por Matheus Nachtergaele, Felipe Solari, Maria Helena Chira, Anamaria Barreto e Walter Breda.

## Premissa
A minissérie retrata a trajetória do cineasta José Mojica Marins, conhecido por seu icônico personagem Zé do Caixão, interpretado por Matheus Nachtergaele. A narrativa intercala momentos da vida pessoal de Mojica com os bastidores de suas principais produções cinematográficas, oferecendo uma visão aprofundada sobre os desafios, contradições e a genialidade que marcaram sua carreira. Ao explorar tanto o processo criativo quanto as peculiaridades da figura de Mojica, a série evidencia a construção de um dos personagens mais emblemáticos do cinema brasileiro, revelando a complexa relação entre o artista e sua obra.

## Episódios
| Temporada | Temporada | Episódios | Exibição             | Exibição               |
| Temporada | Temporada | Episódios | Estreia de temporada | Final de temporada     |
| --------- | --------- | --------- | -------------------- | ---------------------- |
|           | 1         | 6         | 13 de novembro 2015  | 18 de dezembro de 2015 |

## Elenco e personagens

### Principal
- Matheus Nachtergaele como José Mojica Marins
- Felipe Solari como Mario Lima
- Maria Helena Chira como Dirce
- Anamaria Barreto como Dona Carmem Marins
- Walter Breda como Antônio André Marins

### Participações especiais
- Alexandre Freitas como Baiano
- Antonio Saboia como Giorgio Attili
- Antônio Vanfill como Oséas
- Bruno Autran como Chico
- Daniel Torres como Pedro / Técnico de iluminação
- Daniel Uemura como Gibi
- Debora Reis Totton como Yoná
- Ernani Sanchez como Mané
- Felipe Barros como Freitas
- Fernando Muylaert como Senhorio
- Gabriela Almeida como Graça
- Giovanna Quinto como Denise
- Gilda Nomacce como Eleonora
- Guilherme Lorandi como Freddy
- Gustavo Duque como Donizete
- Herberth Vital como Bruno
- Igor Pushinov como Jurandir
- Jerusa Franco como Nádia
- Juliana Vedovato como Creuza
- Laura Schulhauser como Ana / Maquiadora Lili
- Leonardo Miggiorin como Tenente Eriberto
- Luciano Gatti como Anselmo
- Luiz Amorim como Batateiro.
- Mario Bortolotto como Delegado Flores
- Marauê Carneiro como Truncador
- Mauro Schames como Padre
- Mônica Grando como Lúcia
- Paula Mirhan como Olga de Lima
- Pedro Urizzi como Daniel
- Vanesa Prieto como Sarita Del Ciel

## Produção

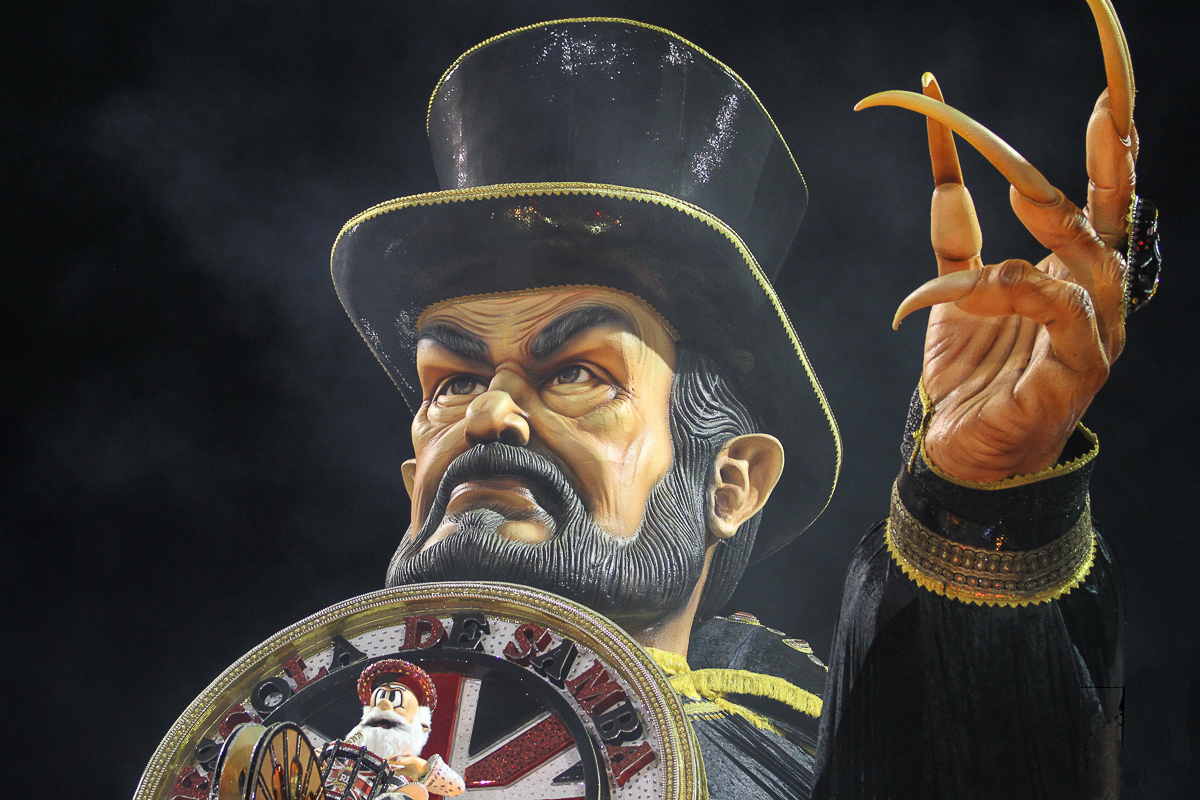
A figura do personagem Zé do Caixão foi explorada na série.

Composta por seis episódios de 45 minutos, a produção narra a trajetória do cineasta José Mojica Marins, conhecido por seu personagem icônico Zé do Caixão. Trata-se da primeira série de ficção do canal Space com produção brasileira, viabilizada através de recursos incentivados, conforme previsto no artigo 1°A, e contou com um orçamento de R$ 2,9 milhões.
Inspirada na biografia "Maldito – A Vida e o Cinema de José Mojica Marins", publicada em 1998 pelos jornalistas Ivan Finotti e André Barcinski, a série tem seu roteiro assinado por Barcinski, em colaboração com Ricardo Grynszpan e o diretor Vitor Mafra. A narrativa foca tanto na carreira cinematográfica de Mojica quanto em aspectos de sua vida pessoal, explorando suas interações com elenco, produtores e equipe de filmagem.
Cada episódio da série é estruturado em torno de um filme significativo da carreira do cineasta. As obras escolhidas como fio condutor do enredo incluem A Sina do Aventureiro, À Meia-Noite Levarei Sua Alma, Esta Noite Encarnarei no Teu Cadáver, O Ritual dos Sádicos, Perversão e 24 Horas de Sexo Explícito. A produção apresenta reconstituições das gravações dessas obras e aborda os desafios enfrentados por Mojica em sua trajetória artística.
As gravações da série ocorreram entre março e abril de 2015, na cidade de São Paulo, com locações no bairro do Bom Retiro, no Cine Olido e em outros pontos da capital paulista, além de filmagens realizadas na cidade de Paranapiacaba. O ator Matheus Nachtergaele foi escalado para interpretar José Mojica Marins em toda a série. O elenco também inclui Felipe Solari, que assume o papel de Mário Lima, um produtor de cinema, e Maria Helena Chira, que interpreta a atriz Dirce Morais. Os pais de Mojica também são retratados na série, interpretados por Anamaria Barreto e Walter Breda.

## Repercussão
Em outubro de 2015, a série foi exibida com exclusividade na Mostra Internacional de Cinema de São Paulo. Após a exibição no festival, a série Zé do Caixão recebeu elogios pela forma como retratou a persona complexa do cineasta José Mojica Marins. A interpretação de Matheus Nachtergaele se destaca por capturar o espírito inquieto e as características marcantes de Mojica. A série explora as contradições do cineasta, como sua necessidade de fazer cinema e as decisões polêmicas para viabilizar sua arte. Aborda ainda seu comportamento controverso e visões machistas, enquanto confere um tom cômico às suas desventuras cinematográficas.
Os dois primeiros episódios mostram, de forma detalhada, as dificuldades enfrentadas por Mojica e os momentos inusitados de suas produções, como o convite a um delegado para integrar o elenco de A Sina do Aventureiro. O surgimento do personagem Zé do Caixão é desenvolvido gradualmente, com impacto visual nos pesadelos retratados e a caracterização clássica de Nachtergaele no segundo episódio, que aborda o filme À Meia-Noite Levarei Sua Alma. A série combina texto ágil, humor e uma produção cuidadosa. Nachtergaele é o grande destaque, equilibrando teatralidade como Zé do Caixão e sobriedade ao interpretar Mojica. O elenco e o tom bem-humorado contribuem para um relato envolvente sobre a ascensão e os desafios do cineasta no cenário da sétima arte.

### Prêmios e indicações
| Lista de prêmios e indicações | Lista de prêmios e indicações | Lista de prêmios e indicações                  | Lista de prêmios e indicações | Lista de prêmios e indicações | Lista de prêmios e indicações |
| Premiação                     | Data da cerimônia             | Categoria                                      | Indicação                     | Resultado                     | Ref.                          |
| ----------------------------- | ----------------------------- | ---------------------------------------------- | ----------------------------- | ----------------------------- | ----------------------------- |
| Prêmio ABC de Cinematografia  | 15 de maio de 2015            | Melhor Direção de Fotografia em Programa de TV | Zé do Caixão                  | Indicado                      | [ 7 ]                         |